# Fundação Brigitte Bardot
A Fundação Brigitte Bardot  (Fondation Brigitte Bardot, em francês) é uma instituição dedicada ao bem estar animal fundada por Brigitte Bardot em 1986. É considerada de utilidade pública pelo Estado da França desde 1992.

## História
Em 1962, Brigitte Bardot, então no auge da fama, começou o que seria sua primeira luta pelos Direitos dos Animais, denunciando a maneira como eram abatidos nos matadouros franceses. Na verdade, ela teria visto fotos mostrando as condições em que eles eram sacrificados e então decidiu iniciar seu ativismo. Anos mais tarde, ela foi recebida no Eliseu e, tempos depois, pelos próprios presidentes da França.

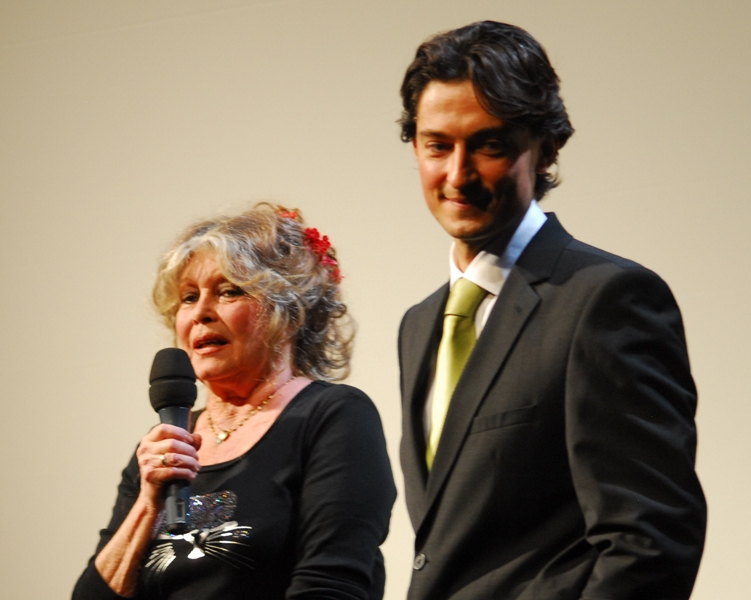
Brigitte Bardot e Christophe Marie (porta-voz da Fundação) durante a comemoração dos 20 anos da FBB em 2006.

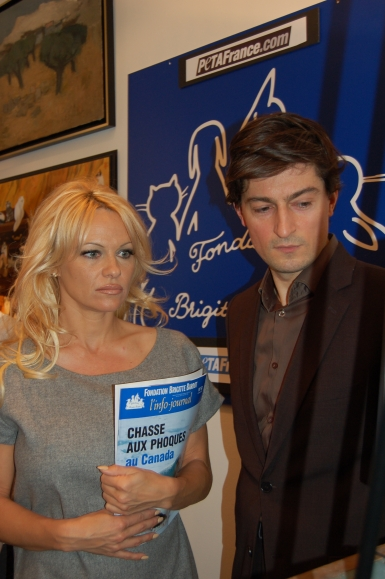
Pamela Anderson e Christophe Marie em fevereiro de 2008 para protestar contra a Caça às focas.

Em 1977, ela acionou uma ampla campanha na imprensa de partida sobre o massacre de bebês foca no Canadá. Bardot viajou até a cidade de Blanc-Sablon, com o propósito de denunciar o massacre, que tem como objetivo retirar a pele dos animais para a fabricação de casacos. Sua viagem durou cinco dias, em uma pressão da mídia sem precedentes. Em seu retorno à França, ela obteve sucesso na aprovação da proibição do comércio de produtos derivados da caça às focas com menos de quatro semanas, graças ao apoio do então presidente Valéry Giscard d'Estaing. No entanto, o massacre ainda continua até hoje e ocorre todo ano, quando milhares de exemplares da espécie com menos de quatro semanas de vida são abatidos.
Em 1986, Brigitte Bardot cria a FBB em Saint-Tropez. Para conseguir financiar sua ideia, a atriz leiloou grande parte das coisas que conquistou durante os anos que trabalhou no cinema, como fotos, quadros, o vestido que usou em seu casamento com Roger Vadim e até mesmo um diamante (o qual foi arrematado por Gunter Sachs) para seus admiradores. No inicio, a fundação era sediada em Saint-Tropez, porém, em 1988, a sede foi levada à Paris.
Entre 1989 e 1992 Bardot apresentou um programa de televisão chamado SOS Animais, produzido por Roland Custos e Jean-Louis Remiller, o qual sensibilizava as pessoas para o sofrimento infligido aos animais, que foi de grande sucesso na França.
Em 1995, o Dalai Lama tornou-se membro honorário da Fundação.
Em março de 2006, Brigitte Bardot viajou pela segunda vez à Ottawa para protestar contra a caça às focas, mas o primeiro ministro rejeitou seu pedido para uma reunião.
Em 2008, a atriz canadense Pamela Anderson se juntou a fundação para protestar contra o massacre das focas em seu país, neste dia foi lançado pelo site da FBB uma petição online para ser entregue ao primeiro-ministro do Canadá.
No ano de 2014, a FBB contava com 75 mil membros e doadores espalhados pelo mundo.

### Outras atividades
A fundação Brigitte Bardot ajudou a criar abrigos para elefantes na África do Sul, santuários para coalas na Austrália, para ursos na Bulgária e algumas espécies de primatas em Camarões. Além disso, também reintroduziu várias espécies animais que desapareceram completamente no Senegal e participou na reintrodução de lobos nos Alpes. Uma clínica veterinária móvel também foi criada para atendimento nos países da Europa Oriental.

## Principais Combates
As grandes batalhas da fundação são:
- O cativeiro de animais silvestres (como nos circos)
- Abate de animais para retirada de sua pele
- Transporte de animais para o abate
- Experiências com animais
- Abuso de caça e caça ilegal
- Lutas de animais (como touradas e briga de galos)
- Abandono de animais de estimação
- Esterilização de cães e gatos vadios (principalmente em países da Europa Ocidental)
- Caça às Focas

## Processos contra a Fundação
Em 2004, Bardot foi julgada e condenada a pagar indenização em um tribunal de Paris por seu livro Un Cri dans le Silence (Um Grito no Silêncio), que era acusado de fazer um ataque declarado contra imigrantes muçulmanos, que provocou reações de choque na França.
Em 2008, Brigitte Bardot novamente foi condenada à pagar 15.000 euros de multa por incitar o ódio racial contra muçulmanos que vivem na França, após as declarações feitas em uma carta publicada no News-Journal para os adeptos de BB e de sua fundação.

## Ligações Externas
- Brigitte Bardot 80 anos
- Fondation Brigitte Bardot Website oficial (Em Francês)